# Workington Association Football Club
Il Workington Association Football Club è una società di calcio inglese, con sede a Workington.

## Storia
Il Workington Association Football Club venne fondato nel 1921. Sino al 1910 era esistita una squadra con il medesimo nome, fondata nel 1888, che aveva partecipato ai locali campionati del Cumberland.
Sino al 1951 la squadra militò nelle leghe dilettantistiche del nord dell'Inghilterra, sino a che non accedette alla English Football League.
Dopo aver militato per sette stagioni nella Third Division North, a seguito della riforma dei campionati scende nel 1958 nella Fourth Division.
Nella stagione 1963-1964 il Workington viene promosso in terza serie, grazie al terzo posto ottenuto in campionato.
Nella stagione 1965-1966 la squadra ottiene un prestigioso quinto posto finale, massimo piazzamento ottenuto dal club nella sua storia. A questo exploit seguì però immediatamente la retrocessione, a causa dell'ultimo posto ottenuto, nella stagione seguente.
Dopo altre dieci stagioni in Fourth Division il Workington abbandonò al termine del campionato 1976-1977 la EFL, tornando a giocare nei campionati dilettantistici.

## Allenatori
- Albert Flatley (1950-1952)
- Bill Shankly (1954-1955)
- Norman Low (1956-1957)
- Ken Furphy (1962-1964)
- Keith Burkinshaw (1964-1965)
- George Ainsley (1965-1966)
- Alan Ashman (1975-1977)
- Les O'Neill (1989-1991)
- Peter Hampton (1998-2001)
- Tommy Cassidy (2001-2007)
- Gavin Skelton (2014-2015)
- Gavin Skelton (2018-2019)
- Danny Grainger (2019-2021)
- Danny Grainger (2022-)

## Palmarès

### Competizioni regionali
- Northern Premier League Division One North-West: 1

2019-2020
- Northern Premier League President's Cup: 1

1983-1984
- North West Counties League First Division: 1

1998-1999
- Cumberland County Cup: 26

1886-1887, 1887-1888, 1888-1889, 1889-1890, 1890-1891, 1895-1896, 1896-1897, 1897-1898, 1898-1899, 1906-1907, 1907-1908, 1909-1910, 1924-1925, 1934-1935, 1936-1937, 1937-1938, 1949-1950, 1953-1954, 1967-1968, 1985-1986, 1995-1996, 1999-2000, 2006-2007, 2008-2009, 2015-2016, 2016-2017